# 喬紫喬
喬紫喬，台灣女子團體，2014年成立，由楊喬伊（大喬）、吳喬安（小喬）、廖紫涵（阿紫）組成，三名成員中，楊喬伊曾就讀費爾里·狄金生大學，吳喬安和廖紫涵則來自政治大學廣電系，團體名稱是由她們名字中的字所組成，此團體是由台灣經紀人夏春湧和新加坡音樂人许环良所打造的團體。
喬紫喬在出道時曾有七年的禁止戀愛令以及禁止整型令，在2016年12月推出第一隻單曲《動不動說愛》，後來也推出同名專輯《動不動說愛》，在台灣、中國大陸、新加坡、馬來西亞等地發行。在2017年登上河南衛視春晚演出，
2017年時三人在北京定居，後來主要是在中國大陸發展。